# Opera Leśna
 Opera Leśna - Nhà hát oprera trong Rừng (tiếng Ba Lan: Opera Leśna, tiếng Đức: Die Waldoper) là một nhà hát có đài vòng ngoài trời nằm ở Sopot, Ba Lan, với sức chứa 4400 chỗ ngồi, khoang nhạc của đài có thể chứa tới 110 nhạc sĩ.

## Lịch sử
Được xây dựng vào năm 1909 (khi địa điểm này là một phần của Đức), nhà hát được sử dụng cho các sự kiện và chương trình giải trí khác nhau, bao gồm các buổi biểu diễn opera và lễ hội ca nhạc. Sau Thế chiến I và gần đến cuối Thế chiến II, đây là nơi diễn ra các lễ hội oprera (Zoppot Festspiele) và Sopot được công nhận trên khắp châu Âu và thường được gắn nhãn là Bayreuth của miền Bắc. Tại nhà hát này, chủ yếu là các vở opera  và các bộ phim ca nhạc của Richard Wagner được thực hiện thường xuyên mỗi năm.
Trong số một số bản hòa tấu, vào ngày 28 tháng 6 năm 2001, Dàn nhạc giao hưởng Munich dưới sự chỉ huy của James Levine đã tổ chức một buổi hòa nhạc tại nhà hát Opera trong rừng này.
Cố gắng khởi động lại Lễ hội Sopot Wagner nhân kỷ niệm 100 năm sáng tác Opera Leśna (ngày 20 tháng 7 năm 2009) đã được thực hiện, với sự kiện đặc biệt là buổi biểu diễn duy nhất của Das Rheingold, do Jan Latham-Konig thực hiện - lần đầu tiên kể từ cuối những năm 1930. Dự định của ban tổ chức được công bố là dàn dựng các phần còn lại của Der Ring des Nibelungen ở Sopot trong vài năm tới.
Bắt đầu vào mùa thu năm 2009, nhà hát Opera Leśna đã được cải tạo và hiện đại hóa, theo ước tính, sẽ mất ít nhất đến tháng 5 năm 2012 để hoàn thành.

## Biểu diễn trongZoppot Festspiele

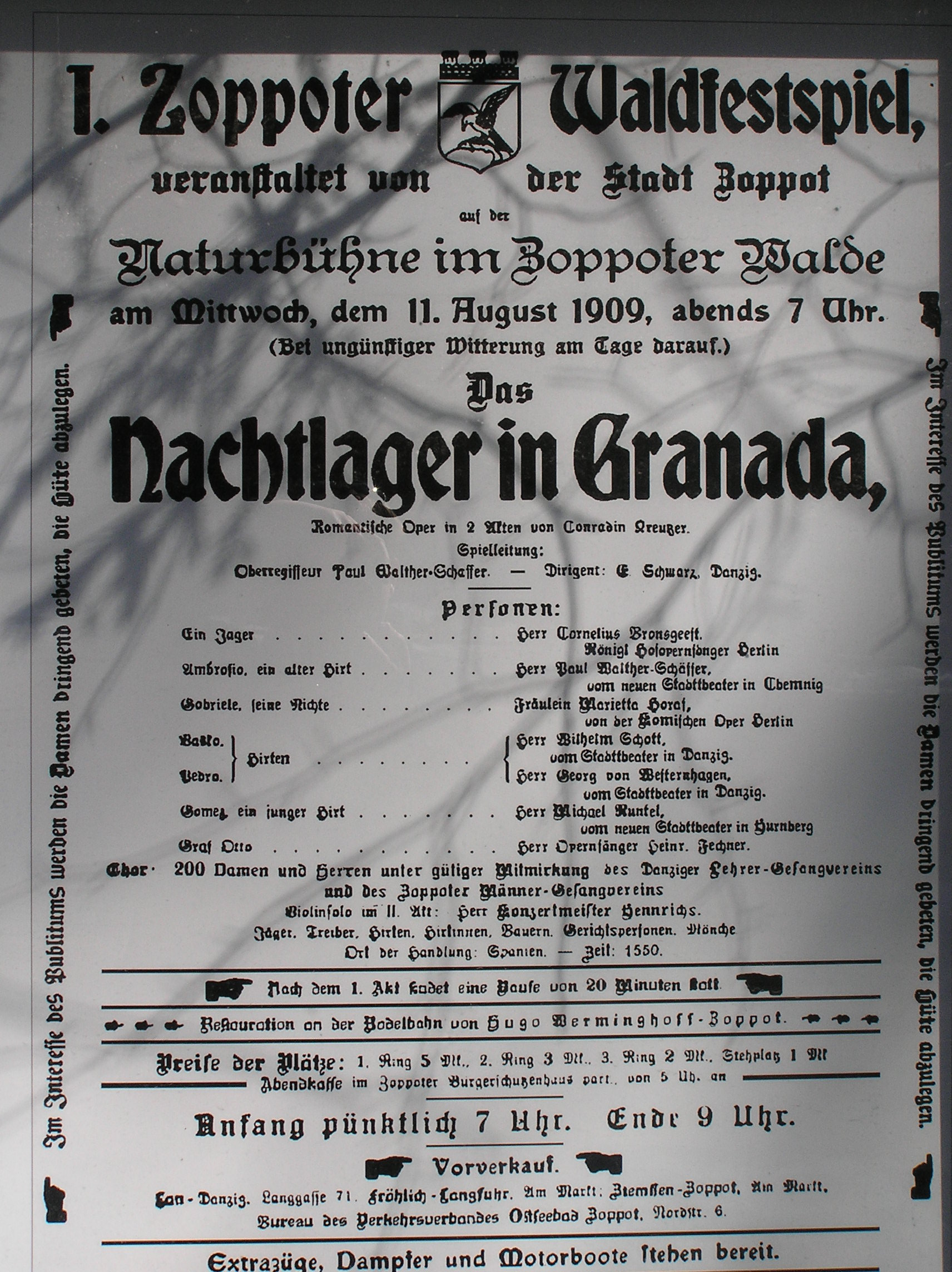
Áp phích đầu tiên (1909) Zoppot Waldfestspiele

| - 1921 Fidelio - 1922 Siegfried - 1924 Die Walküre - 1925 Tannhäuser - 1926 Lohengrin - 1927 Götterdämmerung - 1928 Parsifal - 1929 Die Meistersinger von Nürnberg - 1931 Der Ring des Nibelungen (the cycle without Das Rheingold) - 1932 Lohengrin - 1933 Tannhäuser | - 1934 Die Meistersinger von Nürnberg and Die Walküre - 1935 Die Meistersinger von Nürnberg and Rienzi - 1936 Parsifal and Rienzi - 1937 Parsifal and Lohengrin - 1938 Lohengrin and Der Ring des Nibelungen (whole cycle) - 1939 Tannhäuser and Der Ring des Nibelungen (whole cycle) - 1940 Tannhäuser and Der Fliegende Holländer - 1941 Die Meistersinger von Nürnberg - 1942 Die Meistersinger von Nürnberg and Siegfried - 1944 Siegfried |